# Nadużycie w komunikacji elektronicznej
Nadużycie w komunikacji elektronicznej – świadczenie lub korzystanie z usługi telekomunikacyjnej lub korzystanie z urządzeń telekomunikacyjnych niezgodnie z ich przeznaczeniem lub przepisami prawa, których celem lub skutkiem jest wyrządzenie szkody przedsiębiorcy telekomunikacyjnemu lub użytkownikowi końcowemu lub osiągnięcie nienależnych korzyści dla podmiotu dopuszczającego się nadużycia w komunikacji elektronicznej, innej osoby fizycznej, osoby prawnej lub jednostki organizacyjnej nieposiadającej osobowości prawnej.
Zakazane są nadużycia w komunikacji elektronicznej, w szczególności:
1) generowanie sztucznego ruchu – wysyłanie lub odbieranie komunikatów lub połączeń głosowych w sieci telekomunikacyjnej z wykorzystaniem urządzeń telekomunikacyjnych lub programów, których celem nie jest skorzystanie z usługi telekomunikacyjnej, lecz ich zarejestrowanie na punkcie połączenia sieci telekomunikacyjnych lub przez systemy rozliczeniowe;
2) smishing – wysłanie krótkiej wiadomości tekstowej (SMS), w której nadawca podszywa się pod inny podmiot w celu nakłonienia odbiorcy tej wiadomości do określonego zachowania, w szczególności przekazania danych osobowych, niekorzystnego rozporządzenia mieniem, otwarcia strony internetowej, inicjowania połączenia głosowego lub instalacji oprogramowania;
3) CLI spoofing – nieuprawnione posłużenie się lub korzystanie przez użytkownika lub przedsiębiorcę telekomunikacyjnego wywołującego połączenie głosowe informacją adresową wskazującą na osobę fizyczną, osobę prawną albo jednostkę organizacyjną nieposiadającą osobowości prawnej inną niż ten użytkownik lub przedsiębiorca telekomunikacyjny, służące podszyciu się pod inny podmiot, w szczególności w celu wywołania strachu, poczucia zagrożenia lub nakłonienia odbiorcy tego połączenia do określonego zachowania, zwłaszcza do przekazania danych osobowych, niekorzystnego rozporządzenia mieniem lub instalacji oprogramowania;
4) nieuprawniona zmiana informacji adresowej – niezgodne z prawem modyfikowanie informacji adresowej uniemożliwiające albo istotnie utrudniające ustalenie, przez uprawnione podmioty lub przedsiębiorców telekomunikacyjnych uczestniczących w dostarczeniu komunikatu, informacji adresowej użytkownika wysyłającego komunikat.
Nie stanowi nieuprawnionej zmiany informacji adresowej zmiana wyłącznie adresu IP użytkownika wysyłającego komunikat.